# Antonio del Pollaiuolo

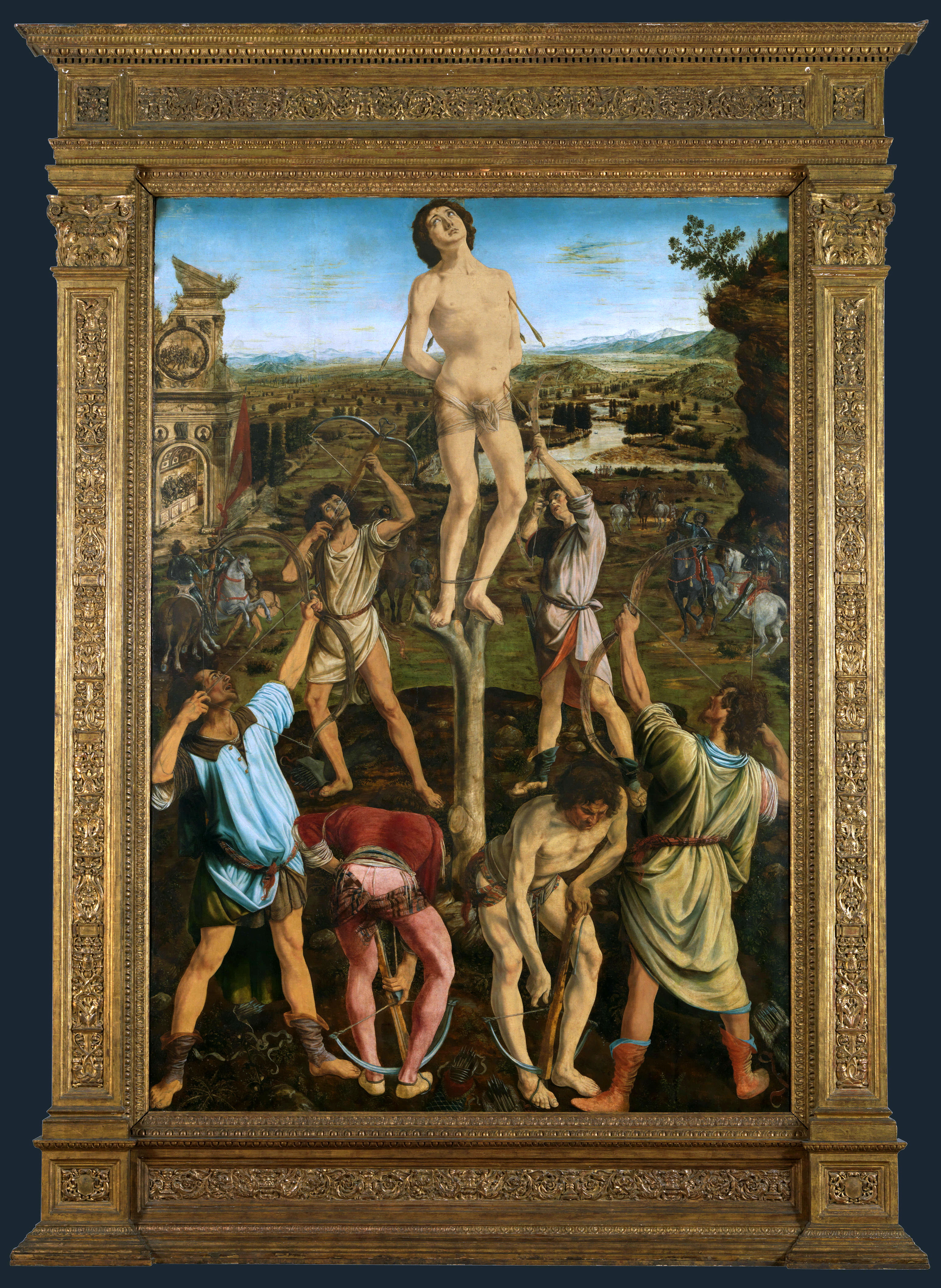
Den helige Sebastians martyrium (1473–1475). National Gallery i London.

Antonio del Pollaiuolo, egentligen Antonio Benci, född omkring 1432 i Florens, död 4 februari 1498 i Rom, var en florentinsk målare, skulptör, gravör och guldsmed under ungrenässansen. Han var bror till Piero del Pollaiuolo.

## Biografi
Pollaiuolo antas ha varit elev till Andrea del Castagno och arbetade i nära kompanjonskap med brodern Piero. Deras verk är starkt antikinspirerat. Enligt Vasari utförde de dissektioner för att förstå människokroppens uppbyggnad och var på så sätt tidiga representanter för den florentinska renässansens kombination av vetenskapsman-konstnär.
Pollaiuolos obestridliga mästerverk är målningen Den helige Sebastiansmartyrium (sannolikt utförd tillsammans med brodern). I målningen märks ett nytt sätt att framställa människokroppen med tydligt angiven muskulatur och med samma rörelse skildrad från varje sida och från flera olika synvinklar. I sticket Strid mellan nakna män (omkring 1474), inspirerat av Mantegna, är handlingen ännu våldsammare och uppvisningen av muskelstrukturen fullständig. Apollo och Dafne och Herkules och Anteus tilldrar sig i ett noggrant iakttaget, lyriskt landskap, där det topografiska dock inte är huvudmotivet.
Bröderna Antonio och Piero del Pollaiuolo tillbringade sina sista år i arbete med Sixtus IV:s och Innocentius VIII:s gravvårdar i brons i Peterskyrkan i Rom. Påvens handrörelse och gestalternas placering på Innocentius grav kopierades i senare gravmonument.

## Bilder

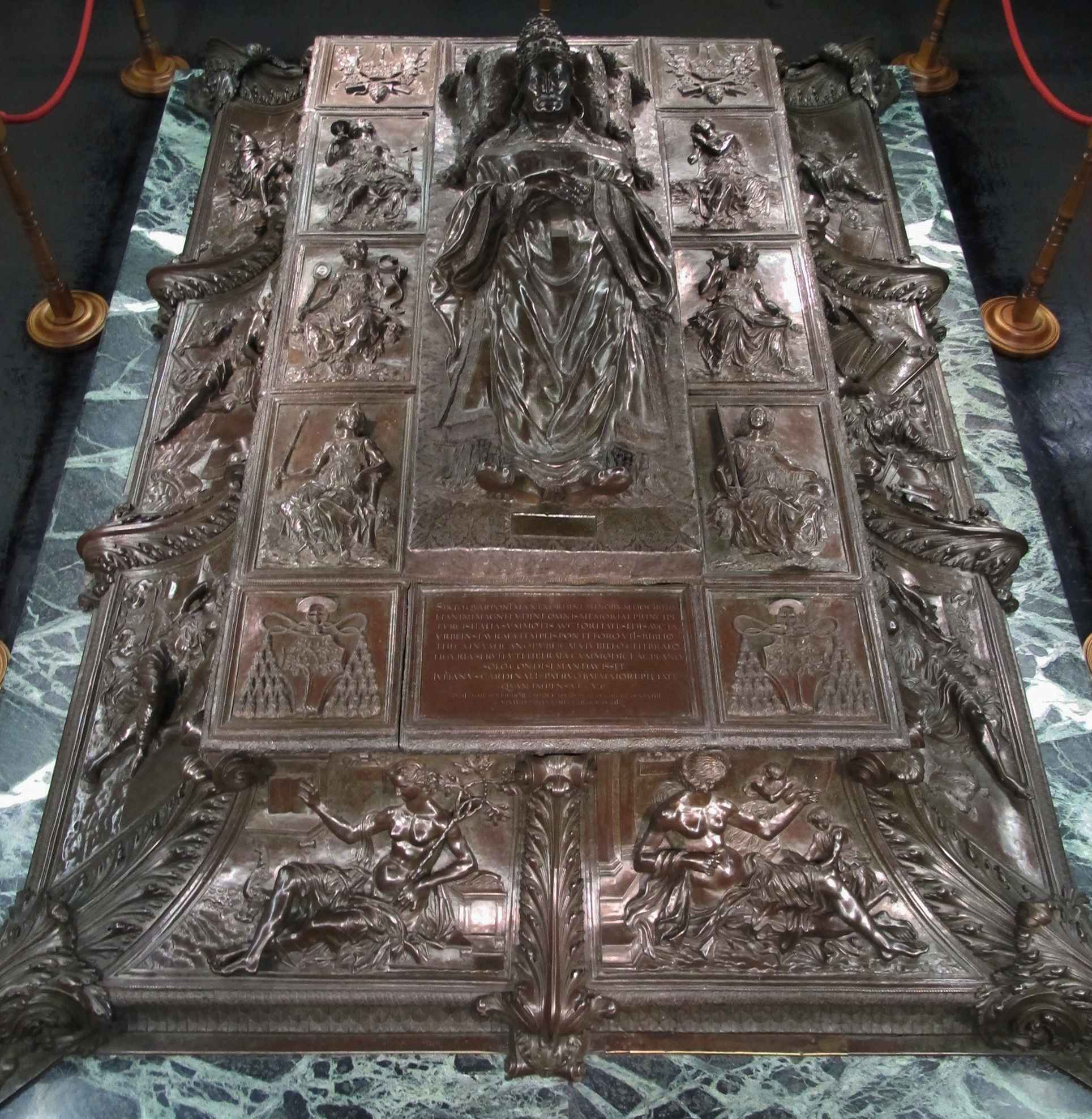
Sixtus IV:s gravmonument.
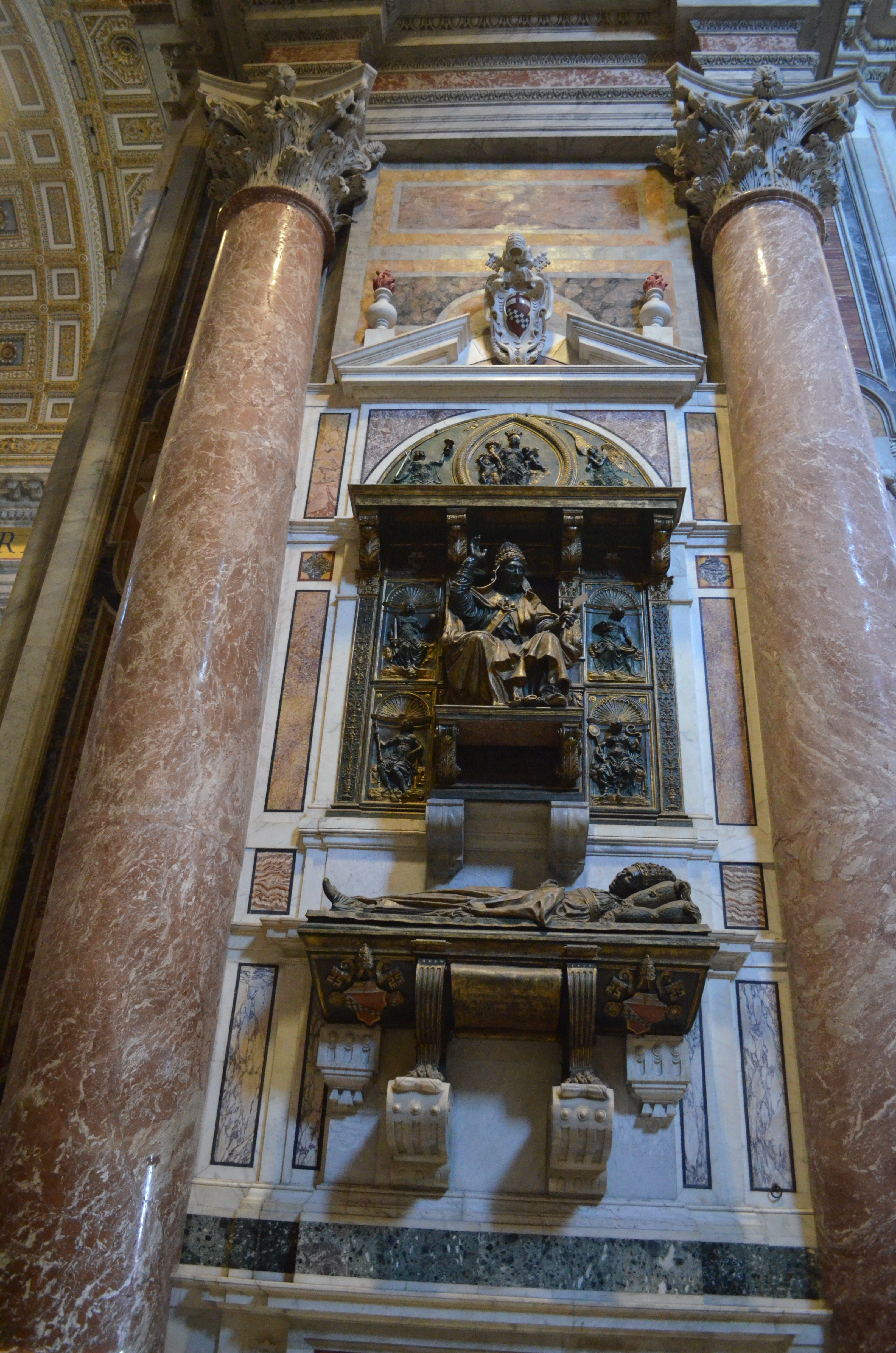
Innocentius VIII:s gravmonument.